# Jordi Solé Tura
Jordi Solé Tura (Mollet del Vallés, Barcelona, 23 de mayo de 1930-Barcelona, 4 de diciembre de 2009) fue un político y jurista español, uno de los padres de la Constitución española de 1978 como ponente propuesto por el PCE. Nacido en Mollet del Vallés, pasó gran parte de su vida en Barcelona.

## Biografía
Durante su juventud militó en el Frente de Liberación Popular (conocido como FELIPE) y en la Organización Comunista de España (Bandera Roja), siendo durante la Transición española uno de los dirigentes del Partido Socialista Unificado de Cataluña (PSUC). 
Solé Tura trabajó más de un año en Radio Española Independiente en Bucarest. Volvió a París en 1964, donde se acusó de “fraccionalismo” por el  Partido Comunista de España (PCE), por causa de sus discusiones con Fernando Claudín Pontes, quien, en noviembre de ese año, fue expulsado del PCE. Solé Tura, a pesar de la oposición del PCE, volvió a Barcelona, donde se convirtió en uno de los mejores constitucionalistas del país, en la Universidad de Barcelona. Volvió al PSUC en 1974, después de fundar el grupo Bandera Roja. 
En el seno del PSUC defendió las tesis eurocomunistas del secretario general del PCE, Santiago Carrillo, y fue elegido diputado nacional por Barcelona en junio de 1977 y marzo de 1979. Fue uno de los siete ponentes de la Constitución Española de 1978, los llamados Padres de la Constitución. En 1983 sería elegido como candidato como alcalde en el ayuntamiento de Barcelona, su candidatura fracasó obteniendo solo 3 concejales y perdiendo 6 de las anteriores municipales, más tarde terminaría abandonando el PSUC e ingresando en el Partido de los Socialistas de Cataluña (PSC-PSOE) y siendo de nuevo elegido diputado por Barcelona en 1989, 1993 y 1996.
En 1985 fue elegido decano de la Facultad de Derecho de la Universidad de Barcelona.
Desempeñó el cargo de ministro de Cultura en el tercer gabinete de Felipe González. Durante su mandato como ministro se ejecutaron las obras de remodelación de la Biblioteca Nacional y se comenzaron las del Teatro Real de Madrid, que no finalizaron durante su mandato. Se inauguró en Madrid (8 de octubre de 1992) el Museo Thyssen-Bornemisza; cuya colección llegó en modalidad de préstamo y que sería adquirida por el Estado al año siguiente. El Centro de Arte Reina Sofía se convirtió en Museo de Arte Contemporáneo, y allí fue trasladado el 26 de julio de 1992 el Guernica de Picasso desde su ubicación anterior en el Casón del Buen Retiro, perteneciente al Museo del Prado. 
Falleció el 4 de diciembre del 2009, a dos días de la celebración del 31.er aniversario de la Constitución Española de 1978, aprobada en referéndum el 6 de diciembre de 1978 por los españoles.

## Obras
- Nacionalidades y nacionalismos en España: autonomías, federalismo, autodeterminación. Alianza Editorial, Madrid (1985)
- Catalanisme i revolució burguesa, Ed.62, Barcelona 1967
- Catalanismo y revolución burguesa (1970)
- Introducción al Régimen Político Español (1972)
- Ideari de Valentí Almirall (1974)
- Política internacional y conflictos de clase (1974)
- Constituciones y períodos constituyentes en España (1808 - 1936). Siglo XXI, Madrid (1977)
- La izquierda y la Constitución, Taula de Canvi, Barcelona, (1978)
- Història social de la filosofía Edicions 62 (1996). Traducción al catalán de los tres volúmenes de A History of Western Philosophy de Bertrand Russell.
- Una historia optimista. Memorias. El País-Aguilar, Madrid. (1998)

## Obras sobre Jordi Solé Tura
- 2008: "Bucarest, la memoria perdida" documental de Albert Solé Bruset